# Minderbroedersklooster (Dordrecht)
Het Minderbroedersklooster in Dordrecht was een Franciscanerklooster gelegen tussen de Visstraat, de Vriesestraat en de Voorstraat.

## Gebouwencomplex
Het klooster bestond uit een kerk, een klooster, pandgangen en een kerkhof en een kapel. Alle bouwwerken zijn in baksteen: een primeur in het midden van de 13e eeuw.
Het complex is gebouwd tussen 1246 en 1248 en is later nog tweemaal herbouwd (na de stadsbrand van 1338) en uitgebreid. Het werd een groot complex met binnenhoven en tuinen. De eerste versie, de kerk evenwijdig aan de Voorstraat, werd gebouwd op een verhoogd deel tussen twee huisterpen, de muren opgetrokken van kloostermoppen in Vlaams verband. Achter de kerk lag een houten kloostergang rond een hof.
Rond 1300 werd dit geheel gesloopt en een nieuwe kerk gebouwd waarbij de sloopmaterialen werden hergebruikt. Op de plaats van de oude kerk werd een begraafplaats aangelegd. Aan
de zuid-oostkant werd het ruimere hof omsloten door een nieuwe kloostergang, eerst uitgevoerd in hout later uitgebreid en opgetrokken in kloostermoppen. Verderop achter de hof was het hoofdgebouw met waarschijnlijk ook een slaapzaal.
Rond 1375, waarschijnlijk na de stadsbrand van 1338, werd het geheel weer opnieuw gebouwd. De kerk kwam nu evenwijdig aan de Visstraat. Ten noordoosten van de kerk was een nieuwe, vergrote kloosterhof met rondom een ruime kloostergang met daarnaast een kerkhof. Aan  de zuid-oostkant van de kloostergang werd een groter hoofdgebouw gebouwd.
Het interieur van deze grotere laatste kerk zal ongetwijfeld uitgebreider zijn geweest dan de voorgaande, na 1300 mochten de monniken de biecht afnemen, begrafenissen verzorgen en doordeweeks preken.
Omdat zij beter onderwijs hadden ontvangen dan bij andere orden maakten vooral de Franciscanen en de Augustijnen hier veel gebruik van. Bovendien vervulden de minderbroeders van ouds vele sociale functies in de samenleving. Over het algemeen bezochten mensen uit de directe omgeving de doordeweekse gebedendiensten zoals de Lauden ("s morgens) en de Vespers. De monniken stonden meestal tijdens de dienst maar voor de bezoekers waren er banken of stoelen. Voor het afnemen van de biecht was er een biechtstoel, populair omdat de Franciscanen bekend stonden om hun milde pastorale lijn.
Na de aanname van de reformatie van Dordrecht in 1572 werden de monniken verjaagd en kwam een eind aan het kloosterleven. De kerk werd afgebroken in 1578. Het hoofdgebouw maakte 1621 tot 1799 deel uit van het Oude Mannenhuis dat tot 1799 heeft bestaan en vanaf 1800 als Diaconieschool werd gebruikt. 
Het enig zichtbare dat (anno 2020) nog rest is de poort van het Oude Mannenhuis in de Vriesestraat (pand nummer 15a. rijksmonument nr.13937). Historische kaarten o.a. van Blaeu en Braun geven niet altijd betrouwbare informatie (zie afbeeldingen) de reconstructie na de opgravingen van 1982 tot 1984 geven nog weer een ander beeld.

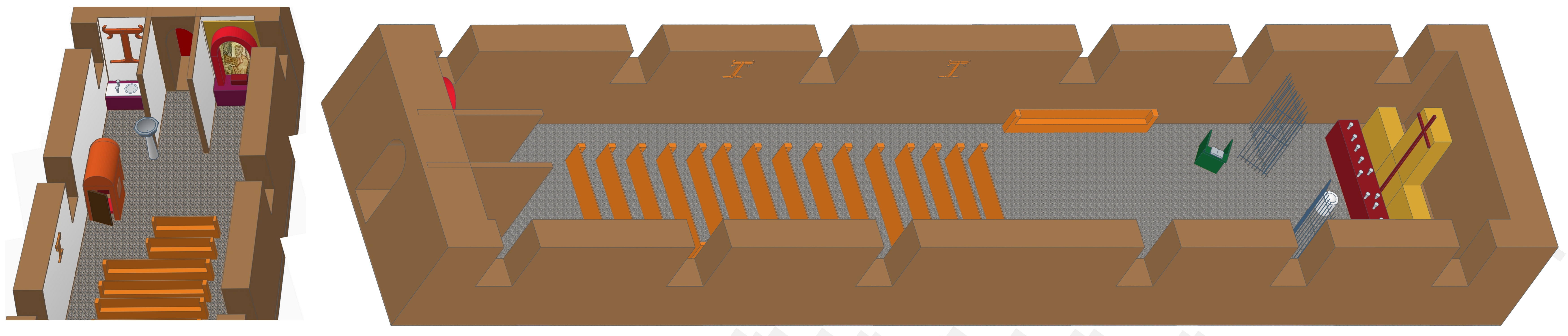
Interieur Minderbroederskerk, impressie/reconstructie

## Geschiedenis
De gemeenschap van de Minderbroeders in Dordrecht was de eerste in Noord-Nederland, waarschijnlijk gesticht op initiatief van de gemeenschap in ’s-Hertogenbosch (de eerste vestigingsplaats in Nederland). Ook de graaf Willem II van Holland drong er om politieke redenen op aan.
Vlak na de stichting werden ook het Heilig Sacramentsgasthuis en gelegen klooster van de Magdalena-zusteren (1301?) gebouwd. Het gasthuis aan de Visstraat met erachter het klooster had de functie van zieken- en verpleegtehuis voor de (armere) inwoners van de stad. Verder waren er een procurator, een leesmeester, een koster en een portier - allen gekozen door de kloosterlingen. Enkele leden van het klooster behoorden tot vooraanstaande Dordtse families, zoals Stoop, Quekel en Bouquet.
De kloosterlingen hadden ook dependances: de zogenaamde termijnhuizen in Breda, Den Haag en Putten. De gardiaan had niet alleen de leiding over het klooster maar had ook veel invloed in het burgerlijk leven van het klooster was een invloedrijk persoon. Op 3 oktober 1277 werd bijvoorbeeld een overeenkomst tussen graaf Floris V en Floris van Henegouwen mede bezegeld door de gardiaan.
Omdat de kloosterlingen konden schrijven en de Latijnse taal beheersten vervulden zij ook het notarieel ambt. In het klooster werden dan ook officiële stukken bewaard en door de gardiaan werden gewaarmerkte afschriften (vidimussen) afgegeven, deze werden met het authentieke kloosterzegel gewaarmerkt.
Behalve als locatie voor rechtspraak werd het klooster ook gebruikt voor vergaderingen van het stadsbestuur, onder meer vergaderingen van de voltallige magistraat, de oudraad en de gildevertegenwoordigers. De stad betaalde het klooster huur voor het gebruik van de kloosterruimte als vergaderzaal. Ook ontvingen de kloosterlingen wijn op de kerkwijdingsdagen en feestdagen als 4 oktober (dierendag), de dag na het overlijden van Franciscus. Ook de gilden, de dijkgraven en hoogheemraden en andere burgerlijke instanties gebruikten de zalen van het klooster.
Eind 14e eeuw, gedurende de Moderne Devotie, werden allerlei hervormingen doorgevoerd waardoor de verhuur van ruimten en wereldlijk bezit verboden waren.
Dit kreeg beslag in 1502 toen onder goedkeuring van hertog Philips de Schone en de graaf van Holland stadhouder Jan III van Egmont  de kloosterorde werd hervormd tot de orde der Observanten, de naam van  klooster werd toen Convent van den Observanten Ordinis Sancti Francisci.
Zij behielden al hun rechten en privileges maar mochten geen wereldlijk bezit meer hebben en daardoor vervielen de gebouwen en goederen aan de stad Dordrecht.
Bij de grote stadsbrand van 3 juli 1457 brandde de Grote Kerk volledig af maar een belangrijk relikwie, een stukje van het kruis, werd als door een wonder gespaard. Tot de voltooiing van de herbouw van de kerk werd dit relikwie in het klooster bewaard en zorgde het voor een grote stroom pelgrims die extra inkomsten voor het klooster betekenden.
Op 25 juni 1572 trokken de Geuzen de stad binnen, de kerken en kloosters in de stad werden opgeheven en de bewoners verdreven. De laatste gardiaan, Franciscus Mierbecanus, werd gevangen genomen maar in opdracht van Willem van Oranje weer vrijgelaten. 
De gebouwen van het kloostercomplex kregen een nieuwe bestemming, onder andere als geschutgieterij en Oude Mannenhuis. In 1576 werd de kerk verkocht en daarna afgebroken.

## Afbeeldingen
De kaart van Braun uit 1574 geeft het beeld na 1375 met de kerk  evenwijdig aan de Visstraat (wel staat de kerk erg ver vanaf de Voorstraat), de plaats van het kerkhof en de overige gebouwen is niet erg duidelijk.

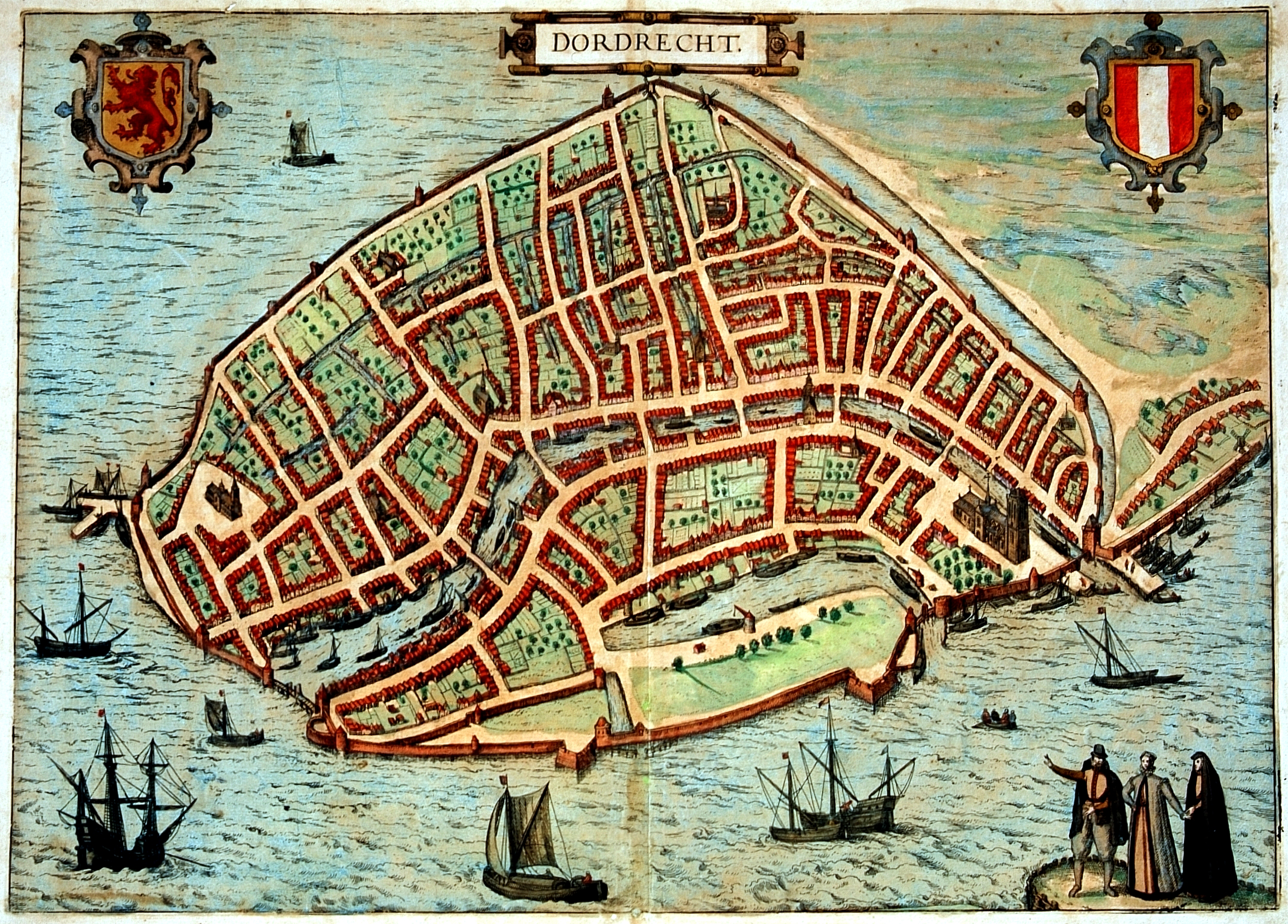
Dordrecht, 1574, Braun
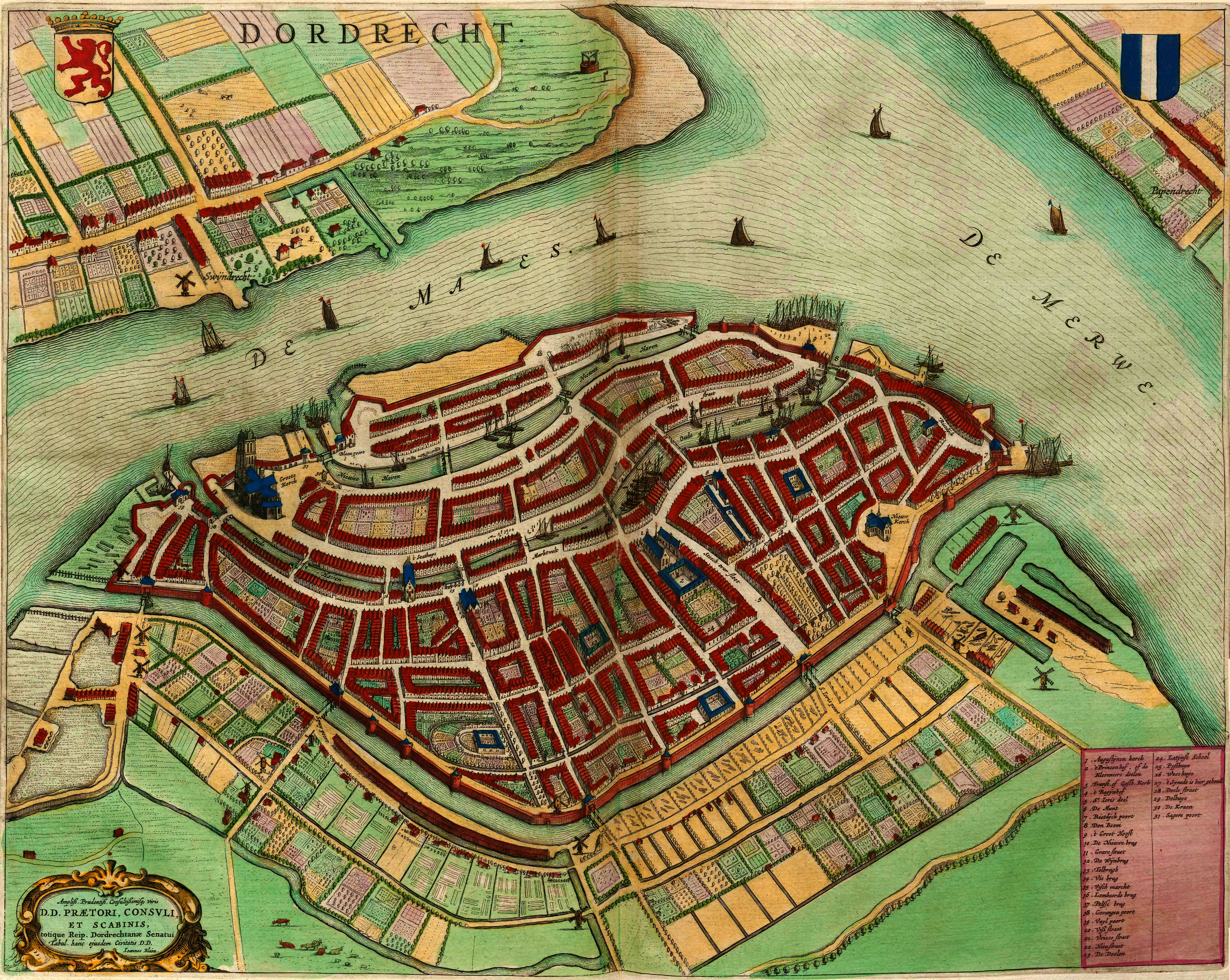
Dordrecht, Joan Blaeu, 1649
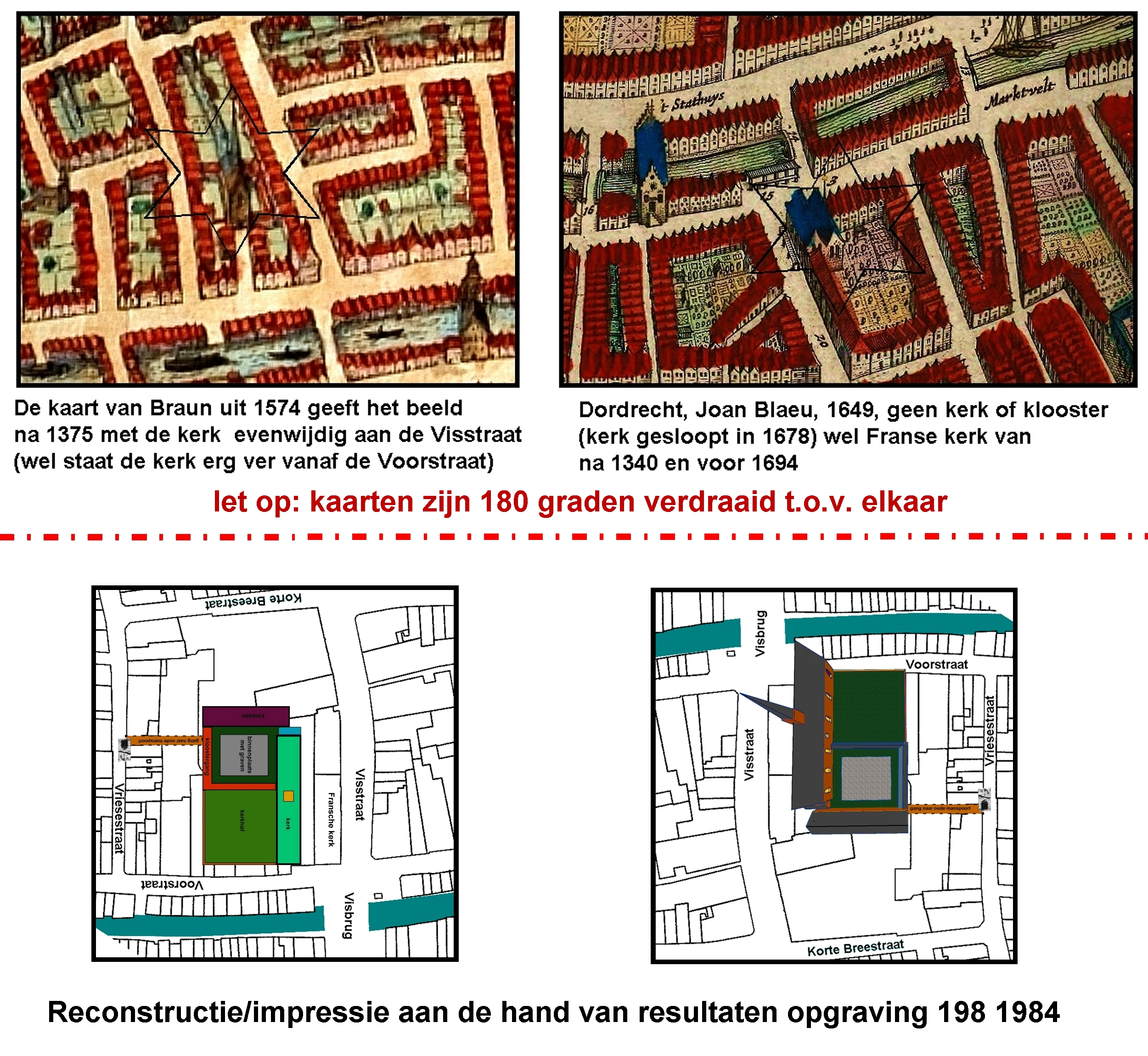
Dordrecht, minderbroedersklooster, historische kaarten & reconstructie opgraving 1982 - 1984
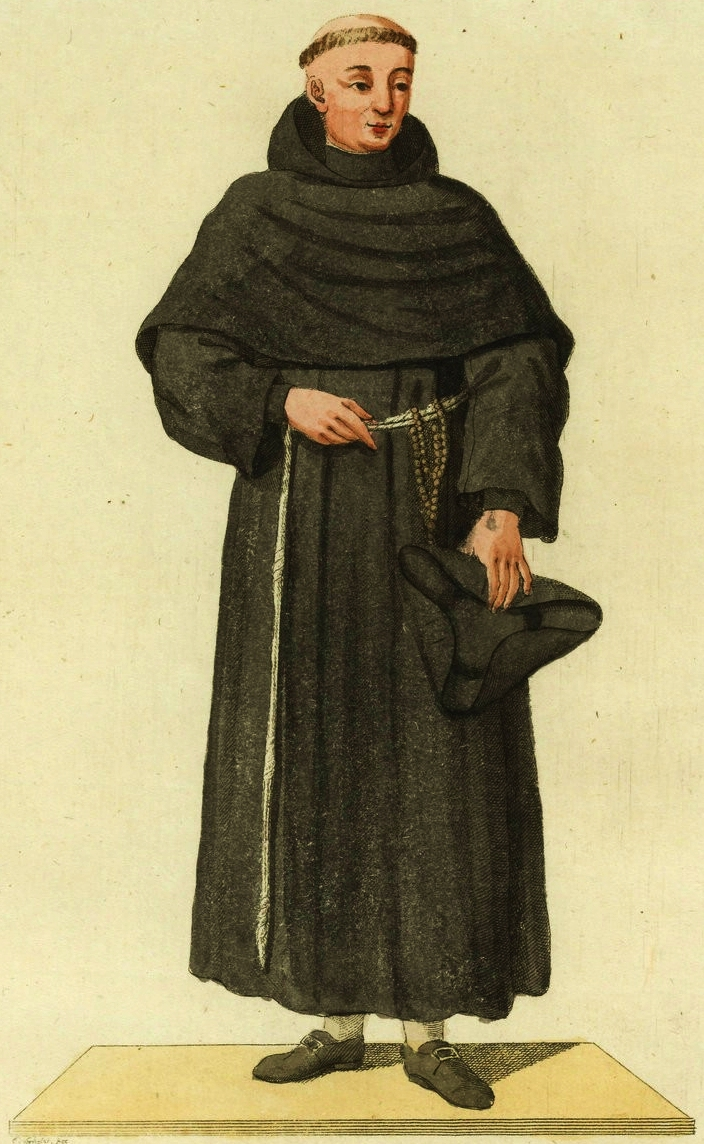
Minderbroeder in normale kleding
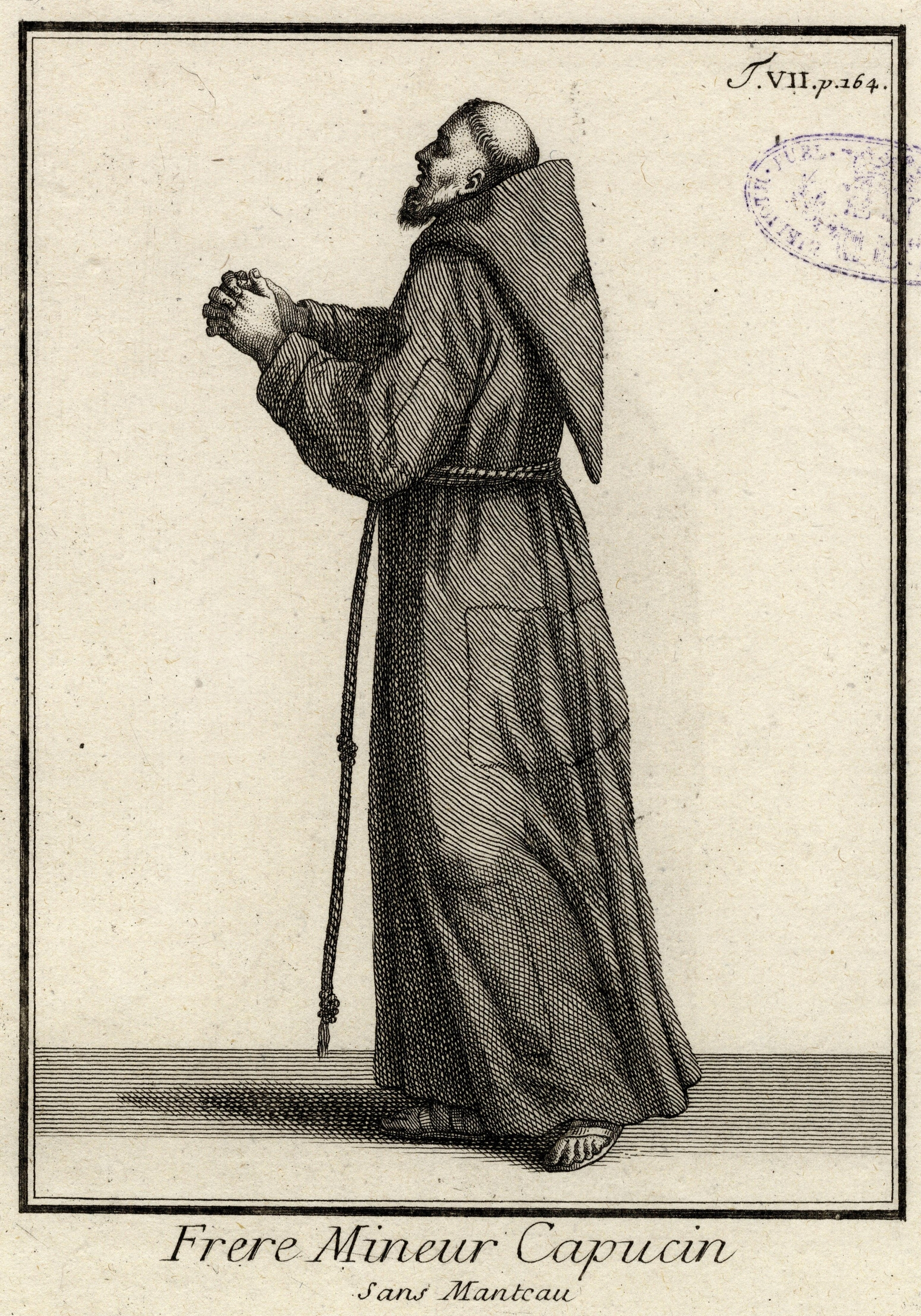
Minderbroeder
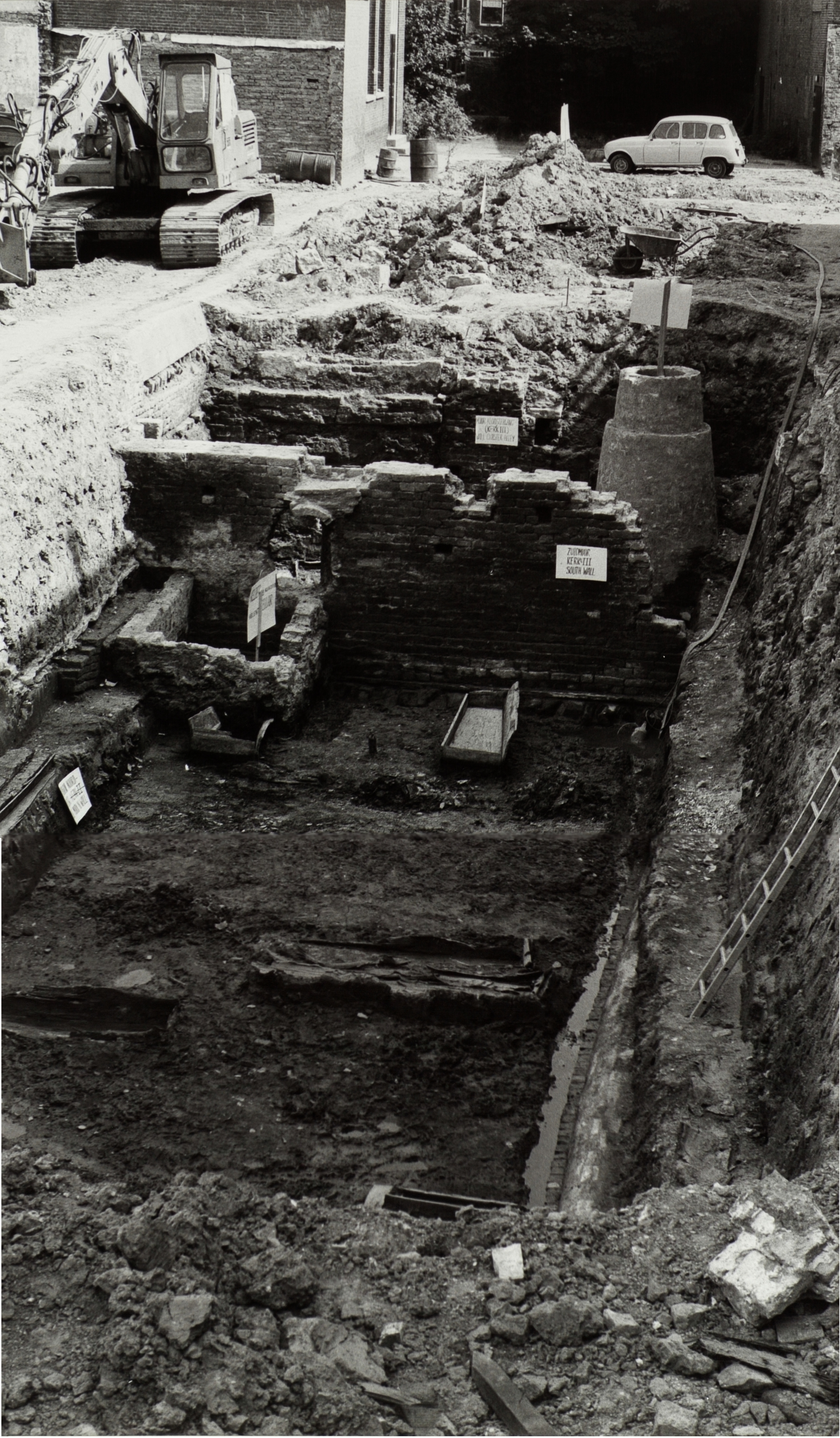
opgravingen 1982
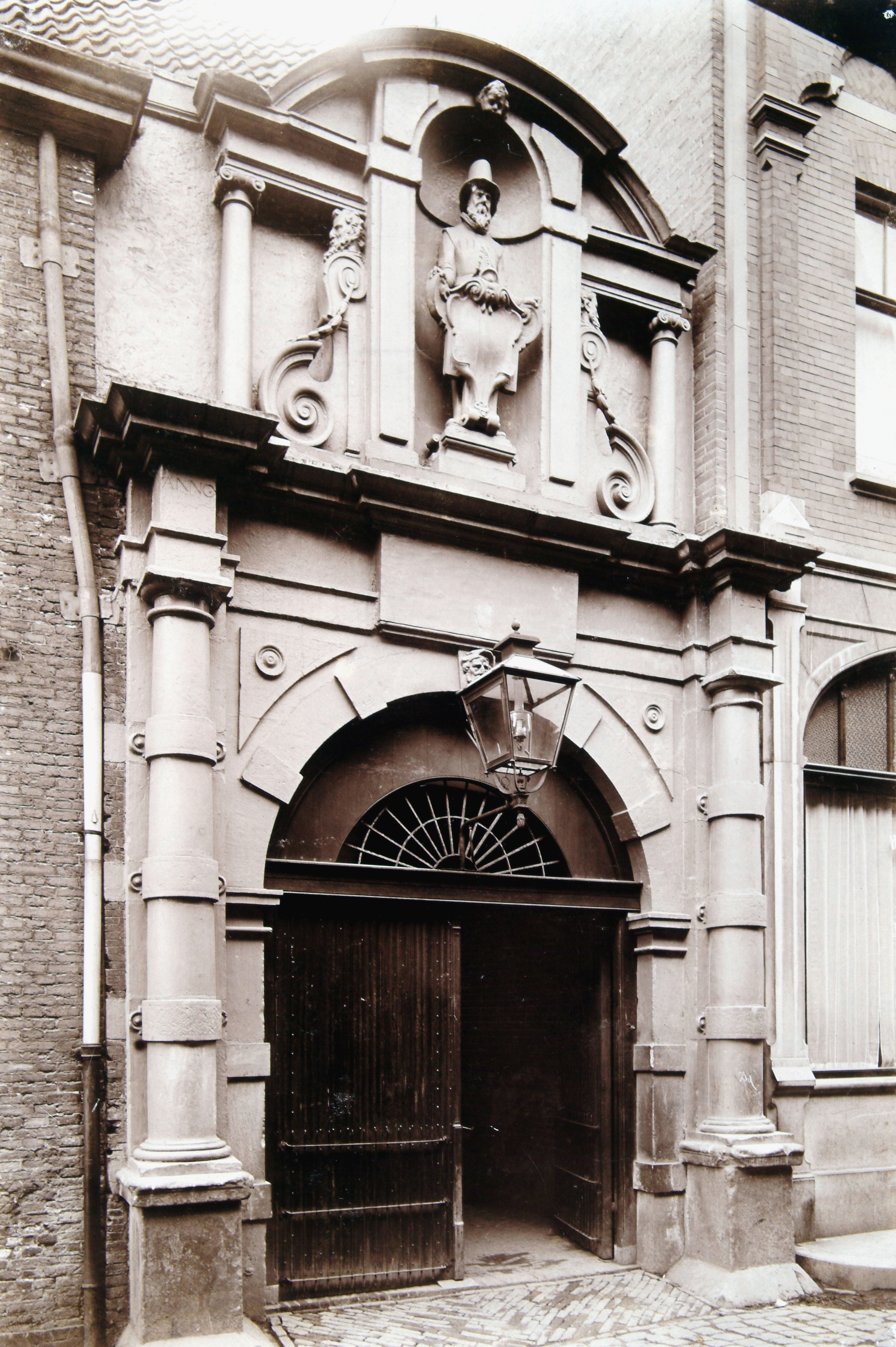
poort oude manhuis

## Wetenswaardigheden
- Vermelding van Pieter van Schoonhoven, Lieve Vrouwe broeder ternarius te Dordrecht 1455 -1491 in het Verhael van 't Heilg Hout:

Het zoo wonderdadig geredde Hout werd plegtstatig naar het Minnebroeders klooster gebragt , om aldaar , tot de herbouwing 
der Groote Kerk, bewaard te blijven. Ontzettend was het aantal pelgrims dat nu dagelijks dit klooster bezocht.
'T liep al uit de lande tot dat glorieuse H. Cruse , hetwelk mirakel op mirakel begon te verrigten, en kloosters en stad niet weinig voordeel verschafte.
- De opdracht van graaf Willem II in 1250 aan zijn tollenaars in het tol van Niemantsvriend om de minderbroeders van Dordrecht vrijdom van bieraccijns te geven luidde als volgt:

Wilhelmus Dei gratia Romanorum in Regem electus et semper Augustus universis Theoloniariis tam praesentibus quam futuris in Niemansvrint gratiam suam et omne bonum:
Tenore praesentium vobis firmiter demandamus quatenus Fratres Minores de Dordrech cerevisia indiguerint et ab ipsis requisiti fuerimus, ex parte nostra in potu cerevisiae
subveniatis eisdera, donec duximus revocandum. Datum in Zericzee x Kal. Maii
- In het sacramentsgasthuis was  een geconsacreerde hostie in een zilveren monstrans. Deze werd in 1338 bij een grote brand op wonderbaarlijke wijze gered door een pasteibakker. Dit vuurwonder is verbeeld in het zegel van het gasthuis (zie hieronder). Bij het gasthuis zou een begraafplaats horen waar de personen die in het gasthuis waren gestorven, begraven werden. Deze werd aangeduid als ‘heilige plaats’ (locus sanctus). Een van de wonderen die toegeschreven werden aan het Heilig Sacrament was dat de lijken van de armen hier in drie dagen vergingen zonder te stinken.